# 伊莎貝拉 (阿拉巴馬州)
伊莎貝拉（英語：Isabella）是一個位於美國阿拉巴馬州奇爾頓縣的非建制地區。該地的面積和人口皆未知。

## 地理
伊莎貝拉的座標為32°49′42″N 86°47′12″W / 32.82833°N 86.78666°W，而該地最高點為海拔高度139米（即456英尺）。